# Orroroo
Orroroo is een plaats in de Australische deelstaat Zuid-Australië en telt 543 inwoners (2006).